# Alojzij Cvikl
Alojzij Cvikl, S.I. (Celje, 19 de junio de 1955) es un arzobispo católico esloveno. Desde el 14 de marzo de 2015 se desempeña como arzobispo de Maribor.

## Primeros años y educación
Cvikl nació en una familia de campesinos cerca de Nová Cerekev, en el municipio de Vojnik.
Después de terminar la escuela primaria, a la que asistió en Nová Cerekev y Dobrna, y graduarse en un gimnasio clásico #2 en Maribor en 1974, se unió a la Compañía de Jesús. Después del noviciado, que debió interrumpir debido al servicio militar obligatorio en el ejército yugoslavo en 1976, Cvikl estudió en la Facultad de Teología de la Universidad de Ljubljana desde 1977, continuando sus estudios en la Pontificia Universidad Gregoriana en Roma desde 1980. Continuó sus estudios de posgrado en la Facultad Lumen Vitae de la Universidad Saint-Louis en Bruselas, desde 1988 hasta 1990, donde obtuvo una maestría en pedagogía.

## Vida eclesiástica
Profesó sus votos como jesuita y fue ordenado sacerdote el 3 de julio de 1983 por el obispo Jožef Smej, después de completar sus estudios filosóficos y teológicos.
Después de su ordenación, el padre Cvikl sirvió como capellán en la parroquia de Ljubljana-Dravlje. De 1990 a 1993 sirvió nuevamente como párroco de Ljubljana - Dravlje.
En enero de 1996 fue nombrado Presidente de la Asociación de Supervisores Ordinarios Superiores. Durante su presidencia, la Asociación pasó a llamarse Conferencia de Instituciones Religiosas de Eslovenia en 1999. Después de eso fue Rector del Pontificio Collegium Russicum en Roma, entre 2001 y 2010, pero en 2010 regresó a Eslovenia y trabajó como economista de la Arquidiócesis de Maribor.
El 14 de marzo de 2015 fue nombrado Arzobispo de Maribor por el Papa Francisco. El 26 de abril de 2015 fue consagrado obispo por el arzobispo Juliusz Janusz en la Catedral de San Juan Bautista, en Maribor. Ese mismo año, también fue elegido presidente de Cáritas Eslovenia.
El 13 de marzo de 2017, en Koper, los obispos eslovenos eligieron al arzobispo Cvikl como vicepresidente de la Conferencia Episcopal de Eslovenia por un período de cinco años. El 24 de marzo de 2022 fue reemplazado en este cargo por el obispo Peter Štumpf.